# Dom van Capua
De Dom van Capua of Kathedrale Basiliek van Maria Assunta de Coelo (9e eeuw) is de bisschopszetel van het aartsbisdom Capua. De kathedraal was oorspronkelijk toegewijd aan de martelaar Stefanus en de heilige Agatha van Sicilië doch later aan Maria-Tenhemelopneming.
In het voorhof of de quadriportiek waren tot 1832 de graven te vinden van edellieden uit Capua.
De dom kende verschillende bouwfasen: de 9e eeuw, 11e eeuw, 15e eeuw, 18e eeuw en een laatste maal in de 20e eeuw na de Tweede Wereldoorlog. 

## Historiek
Volgens de traditie startte bisschop Landulfo II met de bouw van de dom in het jaar 856; hij was een zoon van Landulfo de Oude, graaf van Capua en broer van Landone I, eveneens graaf van Capua. Het prinsdom Benevento was verscheurd door burgeroorlog. Landulfo II liet 24 zuilen aanrukken van het Romeins theater van Capua. De plek lag ten zuidwesten van het stadscentrum van Capua: nabij de rivier Volturno in het westen en de Via Appia in het zuiden. Dit gaf haar een dominante plek in het stadsleven van Capua. De eerste domtoren dateerde eveneens van die tijd. Aan de basis van de toren werden Korinthische zuilen ingebouwd afkomstig van het antieke Capua.
Capua werd een aartsbisdom in 966. Dit werd gevolgd in de 11e eeuw, onder impuls van de Normandische heersers in Capua, met een uitbreiding van de dom. Aartsbisschop Erveo leidde de bouwwerken. Hij creëerde een voorhof waar edelen begraven werden. Hij noemde dit het voorhof van het Paradijs. 
In de 15e eeuw was het de Spaanse aartsbisschop Giordano Caetani die de kathedraal restaureerde en liet verfraaien. Het koninkrijk Napels behoorde destijds tot de Kroon van Aragon.
In de 18e eeuw startte kardinaal-aartsbisschop Nicola Caracciolo met herstellingswerken. Deze duurden van 1719 tot 1724. Aan het voorhof maakte hij een barokke ingangspoort en verhoogde hij de muren; het voorhof werd een quadriportiek wat betekent een plein omgeven door vier portieken. De ingestorte domtoren, ingestort in de 15e eeuw, liet hij herbouwen.
In 1827 werd de kathedraal erkend als basilica minor. De graven van edelen in het voorhof werden kort nadien verwijderd (1832); de graftombes in de zijkapellen werden behouden bijvoorbeeld deze van prins Cesare van Capua (14e eeuw).
In 1943 werd de dom verwoest door bombardementen tijdens de Tweede Wereldoorlog. De kathedraal moest voor een groot deel herbouwd worden. Het Latijnse kruis werd behouden als grondplan. De hoofdbeuk wordt geschraagd door 24 nieuwe zuilen in graniet. De reconstructie vond plaats in de jaren 1949-1957. Enkele kunstwerken hebben de bombardementen overleefd: een kandelaar voor een paaskaars van de 11e eeuw en een marmeren beeld dat een stervende Christus voorstelt (1724) van Matteo Bottiglieri (1684-1757). De stervende Christus bevindt zich in de crypte van de kathedraal.

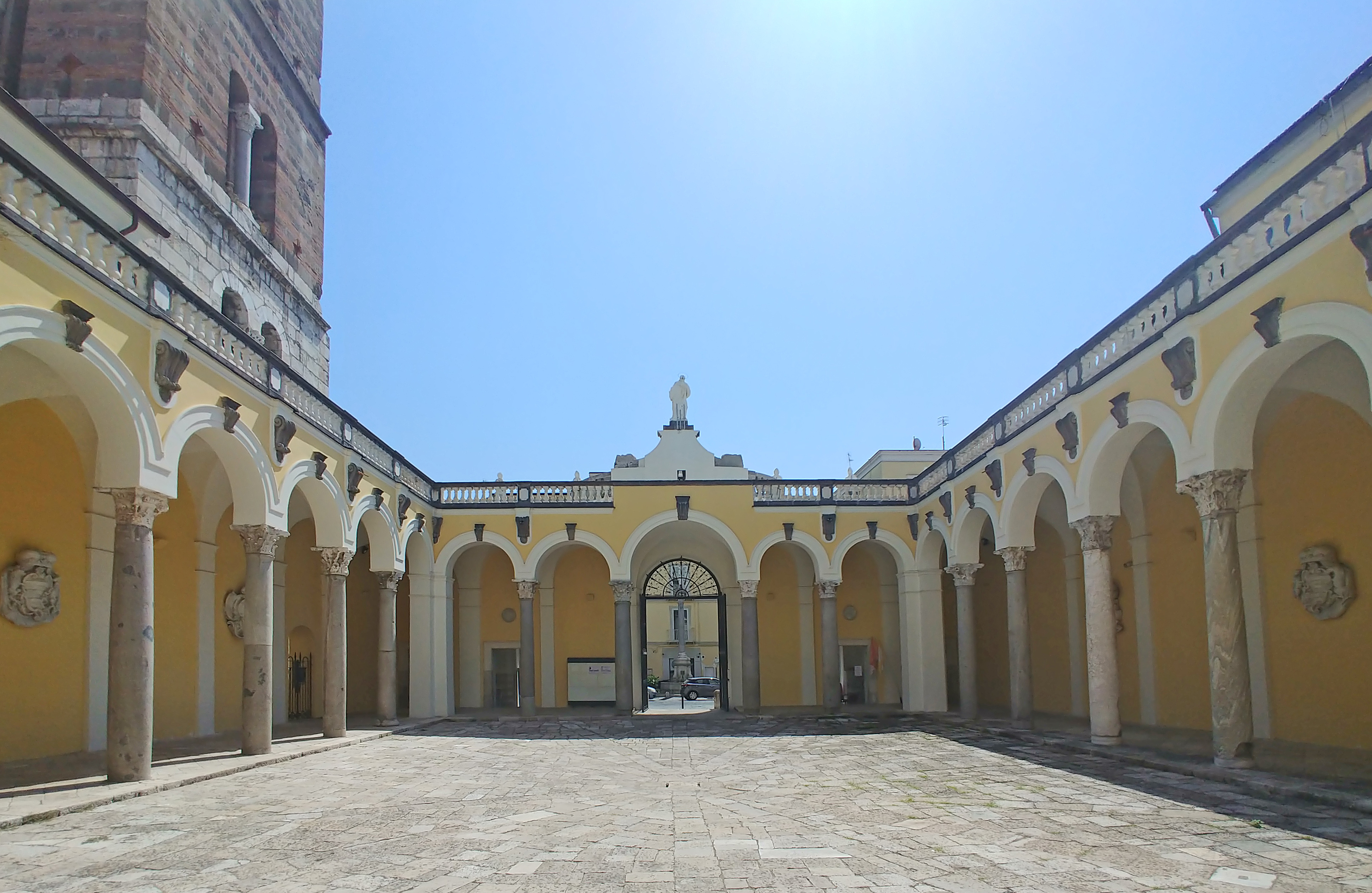
Kathedraal van Capua: het voorhof of quadriportiek
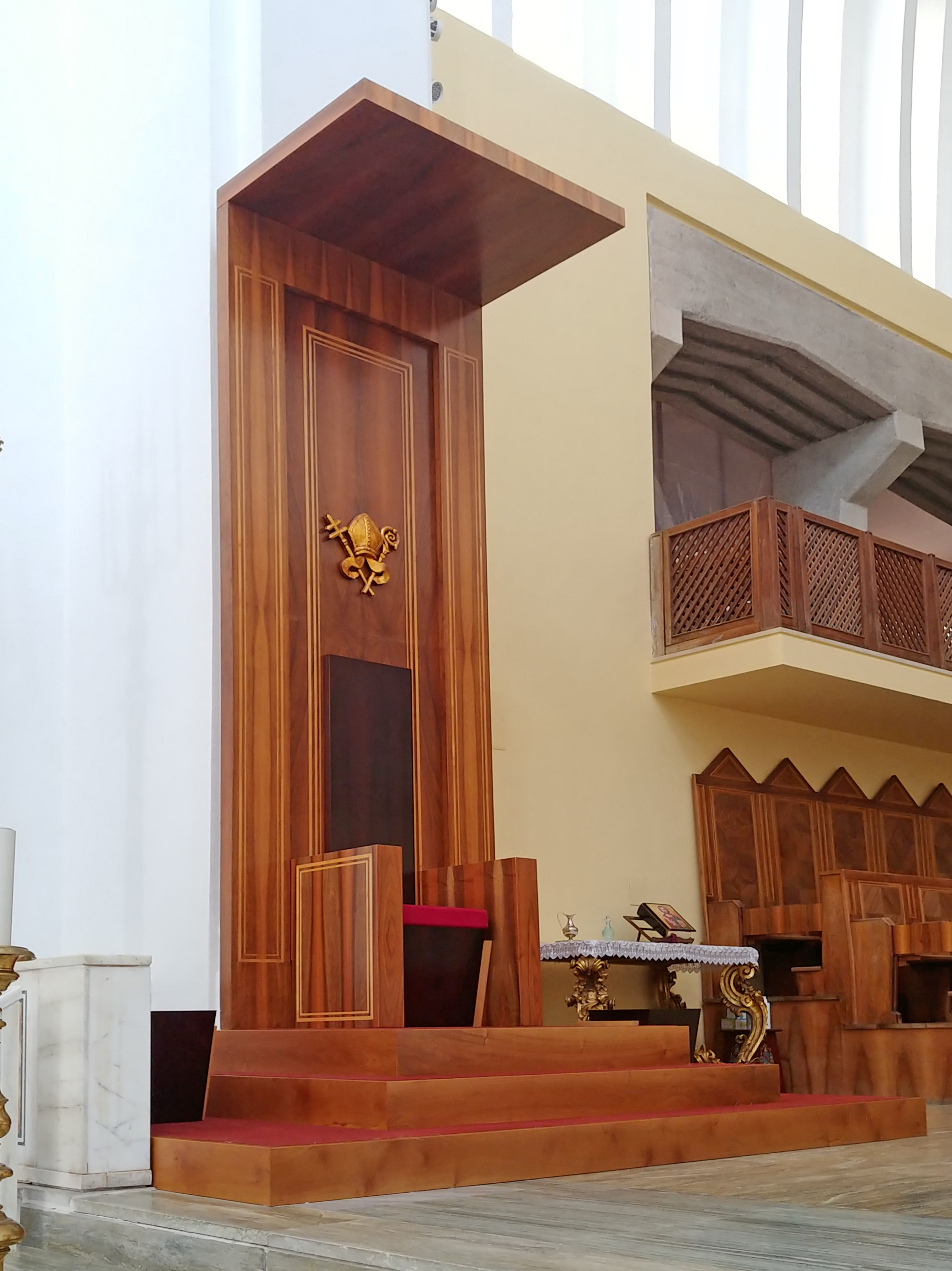
Aartsbisschoppelijke troon
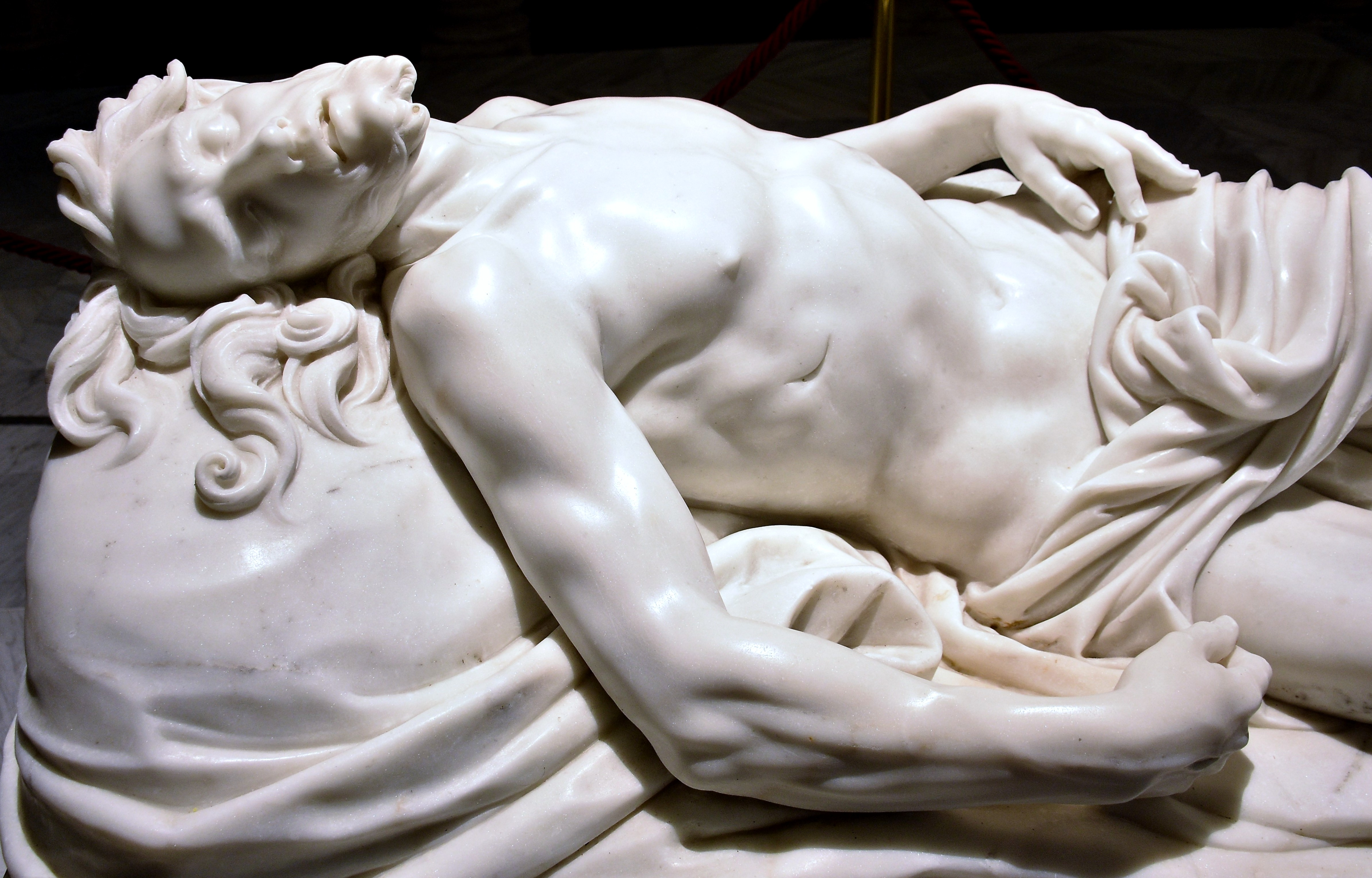
Stervende Christus (1724) door Matteo Bottiglieri